# Gelber Masken-Pinzettfisch
Der Gelbe Masken-Pinzettfisch (Forcipiger flavissimus) ist eine Art aus der Familie der Falterfische (Chaetodontidae). Er hat das größte Verbreitungsgebiet aller Falterfischarten. Es reicht vom Roten Meer und der Ostküste Afrikas über den gesamten tropischen Indischen Ozean und Pazifik bis zur südlichen Baja California, den Revillagigedo- und Galápagos-Inseln und der Pazifikküste Panamas. Die nördliche Grenze des Verbreitungsgebietes liegt an den Küsten des südlichen Japans und Hawaiis, im Süden kommen sie noch bei der Lord-Howe-Insel vor.

## Merkmale
Der Gelbe Masken-Pinzettfisch wird 22 Zentimeter lang. Sein Körper ist seitlich abgeflacht, hochrückig und von gelber Grundfarbe. Die Oberseite des Kopfes ist dunkel, die Unterseite weiß. Rücken- und Afterflossen sind gelb mit hellblauen hinteren Rändern. In einigen Regionen, vor allem im Pazifik, bildet er melanistische, braune oder schwarze Morphen. Die Schnauze ist sehr lang ausgezogen, länger als bei Chelmon, aber kürzer als beim Röhrenmaul-Pinzettfisch (Forcipiger longirostris), was den Fischen den deutschen Trivialnamen Pinzettfische gab. Im hinteren, weichstrahligen Teil der Afterflosse trägt er einen kleinen Augenfleck.
Flossenformel: Dorsale XII–XIII/19–25, Anale III/17–19.
Außer in der Schnauzenlänge unterscheidet er sich vom sehr ähnlichen Röhrenmaul-Pinzettfisch
lediglich durch das etwas größere Maul und die größere Anzahl von Rückenflossenstacheln.

## Lebensweise
Der Gelbe Masken-Pinzettfisch lebt einzeln oder in kleinen Gruppen von bis zu fünf Einzeltieren, ausgewachsene Tiere vor allem in Paaren in Korallen- und Felsriffen. Oft werden auch gemischte Gruppen mit Forcipiger longirostris gebildet, in denen Forcipiger flavissimus zahlenmäßig immer überwiegt. Er ernährt sich von kleinen wirbellosen Tieren, darunter Hydrozoen, Fischeier und kleine Krebstierchen, bevorzugt aber die Ambulakralfüßchen der Stachelhäuter und die Kiemen der Vielborster (Polychaeta).